# Zalarnaca aculeata
Zalarnaca aculeata är en insektsart som beskrevs av Andrej Vasiljevitj Gorochov 2005. Zalarnaca aculeata ingår i släktet Zalarnaca och familjen Gryllacrididae. Inga underarter finns listade i Catalogue of Life.